# Mutagen
Et stof eller en faktor er mutagen, når stoffet eller faktoren kan fremkalde (inducere) mutationer. Denne evne betragtes som et fingerpeg om, at stoffet er giftigt for organismen, og den er medvirkende til at fastlægge de grænseværdier, man tillægger stofferne.

## Faktorer der kan inducere mutationer
- Temperatur – alle kemiske reaktioner forløber med temperaturafhængig hastighed.
- Mutagene stoffer – alle carcinogener er potentielt mutagene.
- Ioniserende stråling – er det kraftigste kendte mutagen. Genetisk set er kun bestråling af kønsorganerne relevant.